# 出雲市立西野小学校
出雲市立西野小学校（いずもしりつ にしのしょうがっこう）は、島根県出雲市斐川町富村にある公立小学校。

## 沿革
- 1874年（明治7年）4月 - 阿宮小学校創立
- 1874年（明治7年）7月 - 求院・井上・今在家・上直江に小学校設置
- 1874年（明治7年）11月 - 出西小学校創立
- 1947年（昭和22年）4月 - 求院・井上・今在家・上直江の小学校が伊波野村立伊波野小学校に、出西小学校が出西村立出西小学校に、阿宮小学校が出西村立阿宮小学校に改める
- 1965年（昭和40年）4月 - それぞれ斐川町立伊波野小学校、斐川町立出西小学校、斐川町立阿宮小学校に改める
- 1970年（昭和45年）4月 - 3校が統合し斐川町立西野小学校設立
- 2011年（平成23年）10月 - 簸川郡斐川町が出雲市に編入合併したことにより、学校名が「出雲市立」西野小学校に変更。

## 通学区域
- 出雲市斐川町阿宮、出西、神氷、求院、併川、富村、名島、鳥井
- 上直江（大島、寺前、メイプル1・2自治会を除く）

## 進学先中学校
- 出雲市立斐川西中学校

## 交通アクセス
- JR山陰本線直江駅より1km

## 出身者
- 坪田愛華 - 地球環境漫画『地球の秘密』原作者。在学中の6年生の時、作品の完成直後に急逝。